# Pino Romualdi
Pour les articles homonymes, voir Romualdi.
Giuseppe « Pino » Romualdi, né à Predappio le 24 juillet 1913 et mort à Rome le 21 mai 1988, est un homme politique italien de droite. Il a été cadre du Partito Fascista Repubblicano (PFR), puis une figure centrale du Movimento Sociale Italiano (MSI).

## Biographie

### Avant la Seconde Guerre mondiale
Romualdi obtient un doctorat en sciences politiques. Au cours de ses études, il est secrétaire des Gruppi universitari fascisti à Forlì de 1936 à 1938. Il travaille ensuite comme journaliste.
Il sert dans l'armée italienne lors des campagnes en Éthiopie et pendant la Seconde Guerre mondiale en Grèce et en Albanie, en tant que où capitaine d'infanterie. Il retourne en Italie en 1943. Il contribue à l'instauration de la République sociale italienne en 1943. Il participe au Congrès de Vérone de 1943. Il dirige ensuite le journal Gazzetta di Parma. Peu de temps avant la chute de la République, il est nommé vice-secrétaire du PFR.

### Après la Seconde Guerre mondiale
Romualdi et son unité sont capturés par les partisans du groupe d'Urbano Lazzaro à Dongo, en Lombardie, en avril 1945. Cependant, il parvient à s’échapper. Il est alors condamné à mort par contumace. Après son évasion, il s'implique, en 1946, dans les activités de l'organisation clandestine des Fasci d'azione rivoluzionaria (Faisceaux d'Action révolutionnaire). Mais, à la fin de la même année, en compagnie de son ami Pino Rauti, il quitte cette structure pour participer à la création du Mouvement social italien.
Le 7 mars 1948 il est arrêté dans des conditions mystérieuses. En effet, condamné à mort par contumace en tant que vice-secrétaire du Parti fasciste républicain, il vit alors dans la clandestinité sous le nom d'emprunt de « Giuseppe Versari ». Or, au cours de cette cavale, il rencontre à plusieurs reprises les autorités, dont le ministre Palmiro Togliatti, secrétaire du Parti communiste italien. Avec elles, il participe aux négociations au sujet de l'amnistie prévue en faveur des prisonniers fascistes et même à la préparation du référendum institutionnel. Emprisonné en 1948, sa peine est réduite à quatre ans d'emprisonnement. Il est libéré en 1951 et il reprend son poste de secrétaire adjoint du MSI.
Au sein du MSI, il est l'un des représentants, avec Arturo Michelini, Filippo Anfuso et Giovanni Roberti, de la tendance modérée du parti, qui prône la formation d'une « Grande droite », qui regrouperait toutes les forces anticommunistes (monarchistes, libéraux, centre-droit de la Démocratie chrétienne), en opposition avec la tendance « révolutionnaire », menée par Giorgio Almirante, ou les tendances plus radicales et activistes, comme celle menée par Pino Rauti.
Il siège à la Chambre des députés de 1953 à 1979, puis au Sénat italien de 1983 à 1987. En 1959, il fonde la revue mensuelle L'Italiano, dans laquelle paraîtront de nombreux articles de son fils, Adriano Romualdi. Il a également dirigé les revues Lotta Politica, Il Poplo Italiano et Ardito à divers moments. En tant que secrétaire adjoint du MSI, il s'efforce de moderniser les structures du parti. Il joue un rôle de premier plan dans la rédaction du programme en neuf points de 1967, qui sera toutefois aboli par l'arrivée d'Almirante à la tête du parti en 1969.

### Parlement européen
Romualdi est élu au Parlement européen en 1979, où il siégera jusqu'à sa mort. Il est devenu une figure emblématique de la droite à l'échelle européenne en assurant la vice-présidence du Groupe des droites européennes de 1984 à 1988. Il est par ailleurs membre de la commission des affaires étrangères du Parlement européen.
Le 11 avril 1985, il fait partie de la délégation du Groupe des droites européennes au parlement européen, reçue officiellement en audience par le pape Jean-Paul II. Parmi les 16 membres de cette délégation, on trouve aussi Giorgio Almirante, le Grec Dimitriadis Krisantos et le Français Jean-Marie Le Pen. Le pape les encourage à « continuer leur combat contre l'avortement » et « contre la décadence des valeurs morales en Europe »,.
Romualdi décède d'un cancer à Rome en 1988, à peu près au même moment que ses contemporains Almirante et Grandi. Deux leaders du Parti communiste italien, Nilde Iotti et Giancarlo Pajetta se joignent à ses obsèques, de la même manière que lui et Almirante avaient participé à celles d'Enrico Berlinguer. Dans la presse, Giorgio Almirante déclare qu'il s'agit là d'un geste entre « ennemis qui se respectent ».
Il est le père de l'historien et théoricien de la « Cultura di Destra » Adriano Romualdi.

### Rumeurs
Il a fait l'objet de nombreuses rumeurs selon lesquelles il aurait été le fils biologique de Benito Mussolini, bien qu'aucune preuve n'en ait jamais été fournie. Romualdi lui-même, originaire du même village que Mussolini, a encouragé la rumeur.